# Kibaha
Kibaha è una città della Tanzania, situata nella Regione di Pwani, della quale è capoluogo.